# Smetanakamer
De Smetanakamer (Zweeds: Smetanarummet) is een museum in Göteborg, Zweden.
Het is gewijd aan het werk en leven van de Tsjechische componist Bedřich Smetana (1824-1884). Hij was van 1856 tot 1861 in Göteborg als dirigent en muziekleraar, en gaf daarnaast kamermuziekrecitals.
Het museum is ondergebracht in het voormalige beursgebouw aan het plein Gustaf Adolfs torg. Het pand is in handen van de Higab, het vastgoedbedrijf van de stad. In dit pand is ook de gemeenteraad gevestigd.
Het museum werd geopend in 1962, ter herinnering aan het vertrek van de Tsjechische componist uit Göteborg honderd jaar eerder. Er hangt een grote ijzeren klok aan de muur uit 1845 die waarschijnlijk werd geluid tegen etenstijd. Daarnaast worden allerlei andere memorabilia aan Smetana getoond.